# Saint-Germain-Laval (Loire)
Pour les articles homonymes, voir Saint-Germain, Laval et Saint-Germain-Laval.
Saint-Germain-Laval est une commune française située dans le département de la Loire, en région Auvergne-Rhône-Alpes.

## Géographie
La commune est située dans la plaine du Forez, dans le centre du département de la Loire  à 35 km au sud de Roanne, à 52 km au nord-ouest de Saint-Étienne et à 37 km à l'est de Thiers.
Elle est traversée d'ouest en est par l'Aix, une rivière affluent de la Loire, fleuve qui coule moins d'une dizaine de kilomètres à l'est de la commune.
La commune est à 6 kilomètres au sud de la sortie 32 de l'autoroute A89 reliant Clermont-Ferrand (à 85 kilomètres) à Lyon et à Saint-Étienne.

### Climat
Pour des articles plus généraux, voir Climat d'Auvergne-Rhône-Alpes et Climat de la Loire.
En 2010, le climat de la commune est de type climat océanique dégradé des plaines du Centre et du Nord, selon une étude du Centre national de la recherche scientifique s'appuyant sur une série de données couvrant la période 1971-2000. En 2020, Météo-France publie une typologie des climats de la France métropolitaine dans laquelle la commune est exposée à un climat de montagne ou de marges de montagne et est dans la région climatique Nord-est du Massif Central, caractérisée par une pluviométrie annuelle de 800 à 1 200 mm, bien répartie dans l’année.
Pour la période 1971-2000, la température annuelle moyenne est de 10,7 °C, avec une amplitude thermique annuelle de 16,9 °C. Le cumul annuel moyen de précipitations est de 757 mm, avec 8,8 jours de précipitations en janvier et 7 jours en juillet. Pour la période 1991-2020, la température moyenne annuelle observée sur la station météorologique de Météo-France la plus proche, « Boën-sur-Lignon », sur la commune de Boën-sur-Lignon à 9 km à vol d'oiseau, est de 11,8 °C et le cumul annuel moyen de précipitations est de 629,5 mm,. Pour l'avenir, les paramètres climatiques de la commune estimés pour 2050 selon différents scénarios d'émission de gaz à effet de serre sont consultables sur un site dédié publié par Météo-France en novembre 2022.

## Urbanisme

### Typologie
Au 1er janvier 2024, Saint-Germain-Laval est catégorisée bourg rural, selon la nouvelle grille communale de densité à sept niveaux définie par l'Insee en 2022.
Elle est située hors unité urbaine et hors attraction des villes,.

### Occupation des sols
L'occupation des sols de la commune, telle qu'elle ressort de la base de données européenne d’occupation biophysique des sols Corine Land Cover (CLC), est marquée par l'importance des territoires agricoles (85,2 % en 2018), en diminution par rapport à 1990 (87 %). La répartition détaillée en 2018 est la suivante : 
prairies (62,6 %), zones agricoles hétérogènes (17,1 %), forêts (8,8 %), zones urbanisées (6 %), terres arables (5,5 %). L'évolution de l’occupation des sols de la commune et de ses infrastructures peut être observée sur les différentes représentations cartographiques du territoire : la carte de Cassini (XVIIIe siècle), la carte d'état-major (1820-1866) et les cartes ou photos aériennes de l'IGN pour la période actuelle (1950 à aujourd'hui).

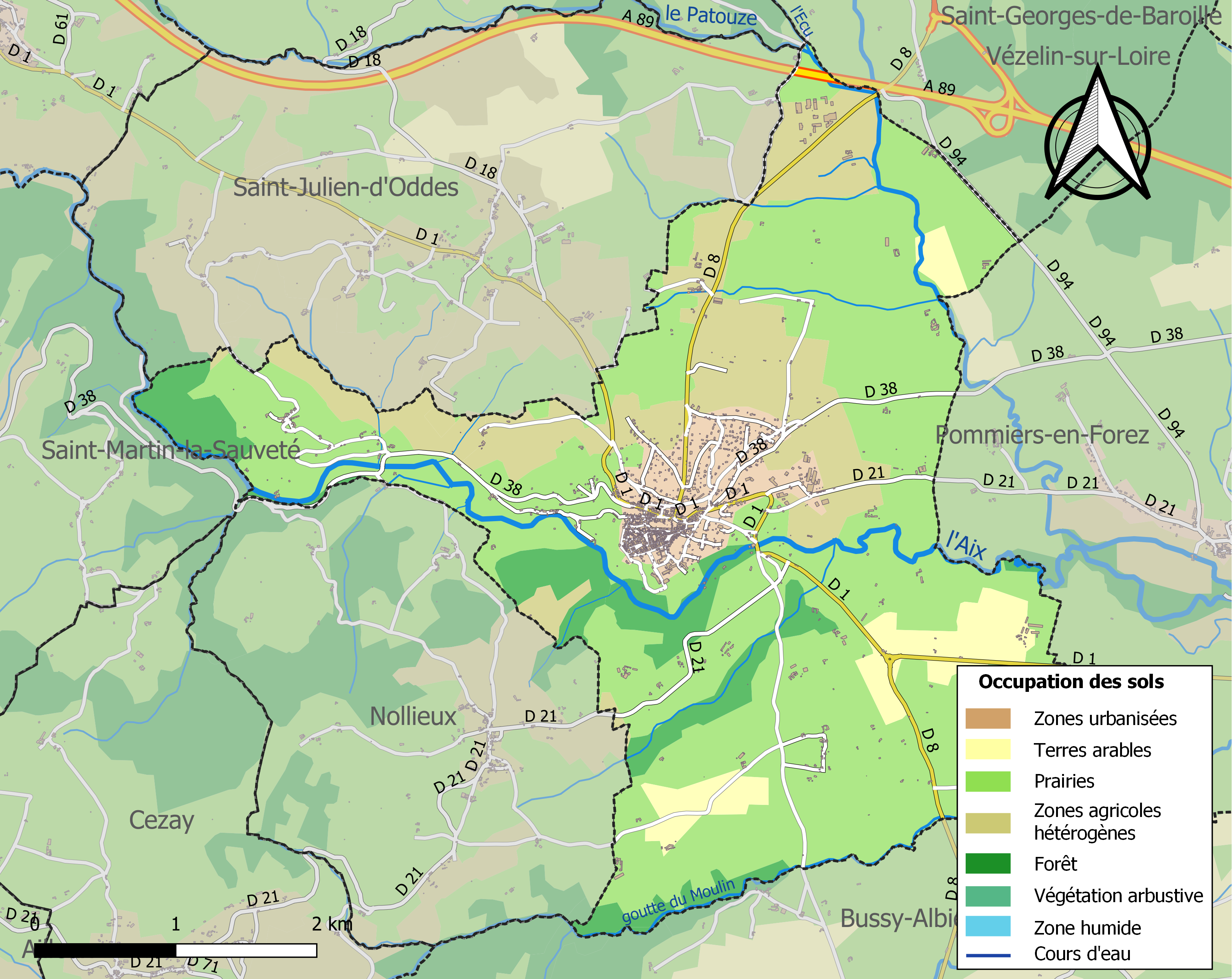
Carte des infrastructures et de l'occupation des sols de la commune en 2018 (CLC).

## Histoire

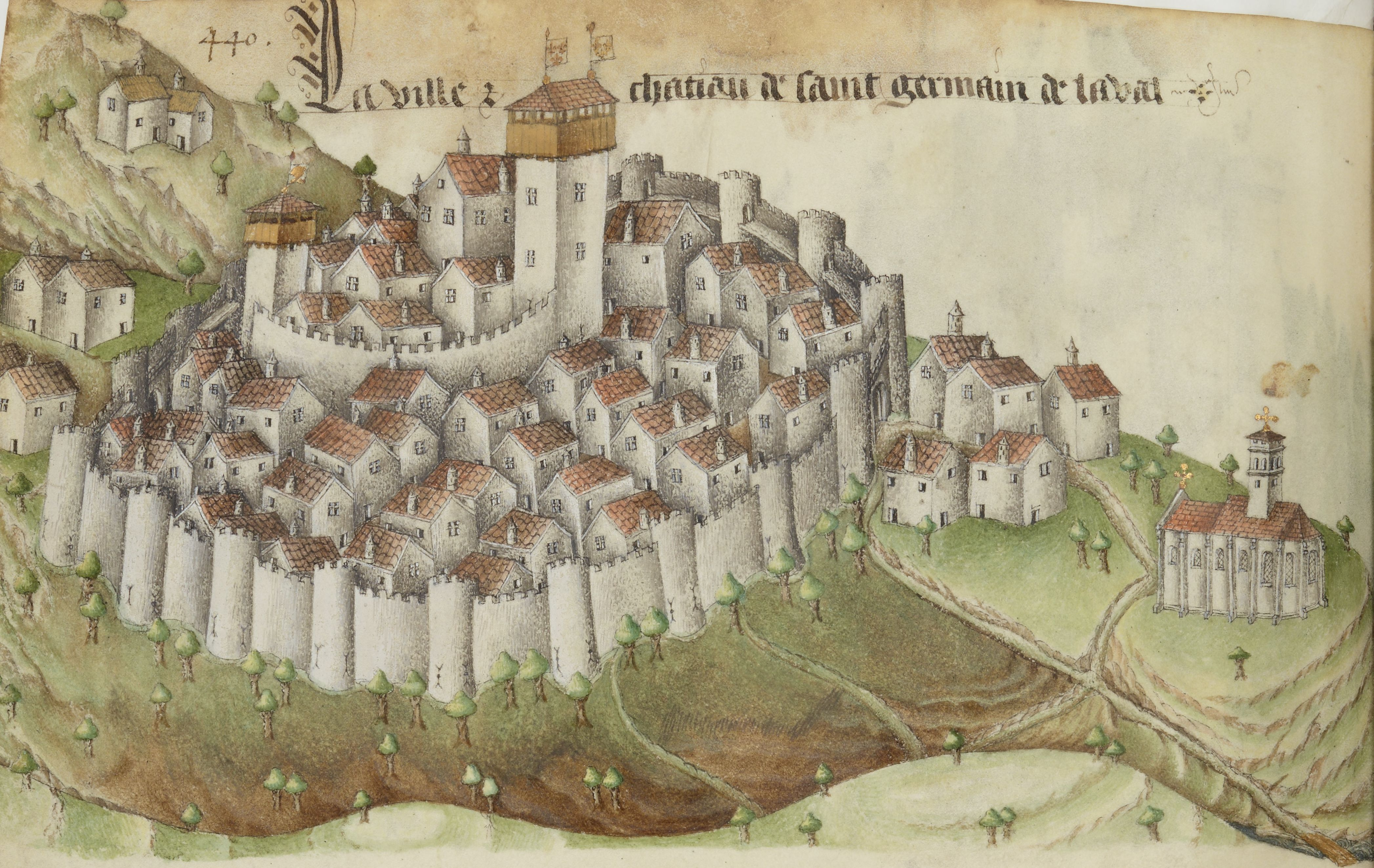
Le château et la ville, armorial d'Auvergne.

La ville agrippée au rocher se resserre autour de l’ancienne chapelle d’un château féodal. C’est l’église de la Madeleine dont les premiers fondements datent du XIIe siècle qui est devenue le symbole de la cité. Elle domine l’Aix, une rivière comme on les aime, claire et ombragée, avec des pêcheurs de truites heureux. Aventure découverte, mais découverte commerciale aussi. Au XIIIe siècle, les Chartes sont à l’origine du développement de la ville car elles s’efforcent d’y attirer de nouveaux habitants par des « avantages substantiels ». Elles offrent, outre certaines libertés et droits, des terrains à bâtir, des exemptions d’impôts. Et cette politique de la ville a fort bien marché puisque Saint Germain est devenu jusqu’au XVIIe siècle une des 13 « villes vocales » du Forez, c’est-à-dire ville jugée assez riches pour avoir des représentants à l’assemblée régionale de l’époque.
Elle domine la riche plaine du Forez. D’un seul regard on découvre le prieuré clunisien de Pommiers, la Bâtie d’Urfé et la commanderie de Verrières. On comprend pourquoi, à toutes les époques, Saint-Germain a été une petite ville résidentielle : des pèlerins venus prier la Vierge noire de Baffie, délicieux hameau au pied de la cité, en bord d’Aix, aux riches bourgeois et aristocrates du XVIIIe siècle, tout le monde a eu envie de s’arrêter à Saint-Germain.
C’est pourquoi Saint-Germain est le pays des belles demeures du XIVe siècle, du XVIe siècle, le couvent des Récollets, hôtels particuliers des XVIIe et XVIIIe siècles dont celui des Ramey de Sugny qui sert aujourd’hui de mairie. Comme nos voisins les d’Urfé venus des austères Cornes de Champoly, comme les bâtisseurs du XVIIIe siècle, les Gabbio, enfants bien adaptés mais venus des brumes de la Baltique, nous avons été fascinés par l’Italie. Levez les yeux dans nos ruelles pittoresques et vous verrez les génoises, ces toits de tuiles creuses émergeant des façades en double ou triple rangée et aussi les frontons triangulaires percés ou non d’un œil, caractéristiques de l’influence méridionale. Pas étonnant alors qu’un des enfants du pays soit un humaniste du XVIe siècle, Papire Masson, célèbre écrivain et historien honoré. Mais à partir d’un « chez soi » aussi agréable au milieu des vignes et des jardins clos on peut tenter l’aventure : découverte ou commerciale hier, aventure du développement économique aujourd’hui. L’autre enfant du pays est Daniel Greysolon, grand voyageur.
Plus tard, ni les affres de la Révolution française, ni la sévère épidémie de phylloxéra de la fin du XIXe siècle, ni les crises textiles ou métallurgiques des post-« trente glorieuses » du XXe siècle n’auront raison de sa pugnacité et son goût de la réussite. La situation charnière de la ville à proximité des grandes voies de communication (via Charral dans le monde antique) et le caractère des Germanois sachant allier des vertus « montagnardes » comme l’énergie et des vertus « planardes » comme la discrétion, expliquent sans doute le succès d’hier.

### Jumelages
- San Germano (Italie).

## Politique et administration
| Période                                  | Période   | Identité              | Étiquette   | Qualité                                                               |
| ---------------------------------------- | --------- | --------------------- | ----------- | --------------------------------------------------------------------- |
| Les données manquantes sont à compléter. |           |                       |             |                                                                       |
|                                          | Mai 1900  | André Poyet           | Républicain |                                                                       |
| Mai 1900                                 |           | Pierre Froment-Curtil |             | Notaire                                                               |
|                                          |           | Jean-Marie Lièvre     | Républicain |                                                                       |
|                                          |           | André Rajat           |             | Propriétaire                                                          |
|                                          |           | Benoît Bernard        |             |                                                                       |
| mars 1959                                | mars 1977 | Robert Lugnier        | CNIP        | Gérant de Banque, Conseiller général du canton de Saint Germain Laval |
| mars 1977                                | mars 1983 | Édouard Pradier       |             | Notaire                                                               |
| mars 1983                                | mars 2008 | Vital Vernin          | DVD         | Enseignant                                                            |
| mars 2008                                | mars 2014 | Jacques Perrin        |             | Chef d'entreprise                                                     |
| mars 2014                                | mars 2020 | Alain Béraud          |             |                                                                       |
| mars 2020                                | En cours  | Jean-Claude Raymond   |             |                                                                       |

## Démographie
L'évolution du nombre d'habitants est connue à travers les recensements de la population effectués dans la commune depuis 1793. Pour les communes de moins de 10 000 habitants, une enquête de recensement portant sur toute la population est réalisée tous les cinq ans, les populations de référence des années intermédiaires étant quant à elles estimées par interpolation ou extrapolation. Pour la commune, le premier recensement exhaustif entrant dans le cadre du nouveau dispositif a été réalisé en 2004.

En 2022, la commune comptait 1 594 habitants, en évolution de −3,16 % par rapport à 2016 (Loire : +1,32 %, France hors Mayotte : +2,11 %).
| 1793  | 1800  | 1806  | 1821  | 1831  | 1836  | 1841  | 1846  | 1851  |
| ----- | ----- | ----- | ----- | ----- | ----- | ----- | ----- | ----- |
| 1 650 | 1 125 | 1 692 | 1 709 | 1 769 | 1 765 | 1 804 | 1 996 | 1 995 |

| 1856  | 1861  | 1866  | 1872  | 1876  | 1881  | 1886  | 1891  | 1896  |
| ----- | ----- | ----- | ----- | ----- | ----- | ----- | ----- | ----- |
| 1 959 | 1 989 | 2 071 | 2 010 | 2 167 | 2 115 | 2 320 | 2 090 | 2 070 |

| 1901  | 1906  | 1911  | 1921  | 1926  | 1931  | 1936  | 1946  | 1954  |
| ----- | ----- | ----- | ----- | ----- | ----- | ----- | ----- | ----- |
| 2 052 | 1 956 | 1 937 | 1 641 | 1 626 | 1 642 | 1 647 | 1 561 | 1 486 |

| 1962  | 1968  | 1975  | 1982  | 1990  | 1999  | 2004  | 2006  | 2009  |
| ----- | ----- | ----- | ----- | ----- | ----- | ----- | ----- | ----- |
| 1 569 | 1 721 | 1 777 | 1 657 | 1 510 | 1 488 | 1 589 | 1 570 | 1 649 |

| 2014  | 2019  | 2022  | - | - | - | - | - | - |
| ----- | ----- | ----- | - | - | - | - | - | - |
| 1 643 | 1 608 | 1 594 | - | - | - | - | - | - |

## Économie
La société de matériel militaire Panhard General Defense du groupe Auverland y compte une usine.

## Culture locale et patrimoine

### Lieux et monuments
- Église Saint-André de Saint-Germain-Laval.
- Croix de carrefour de Verrières, construite au XVe siècle, MH par arrêté du 2 juin 1911[18].
- Chapelle de la Madeleine, partiellement inscrit au Monument Historique (clocher), par arrêté en 1952
- Chapelle de Notre-Dame-de-Laval, inscrit Monument Historique depuis 1928
- Maison à Colombages près de la mairie, construite au XVe siècle, inscrit MH partiellement depuis 1947 (Facades et toitures)
- Pont de Baffie, inscrit depuis 1925 au Monument Historique

### Personnalités liées à la commune
- Jean Papire Masson (1544 - 1611), écrivain, historien, géographe, biographe, critique et avocat, y est né.
- Daniel Greysolon, sieur du Luth (1639 - 1710), soldat et explorateur, premier Européen connu pour avoir visité le secteur où se trouve aujourd'hui la ville américaine de Duluth, dans le nord-ouest du Minnesota, à laquelle il a donné son nom, et la source du Mississippi.
- Charles-Adrien Méaudre (1755 - 1834), député de la Loire, y est né.
- Claude Gontard (né en 1805), acrobate et clown, y est né.
- Guillaume Bonnet (1820-1873), sculpture et médailleur, né à Saint-Germain-Laval.
- Frédérick Tristan (né en 1931), écrivain et poète, prix Goncourt en 1983. Il s'est réfugié dans la commune durant la Seconde Guerre mondiale de 1940 à 1945[réf. nécessaire].
- Philippe Tournaire (né en 1949), joaillier, né à Saint-Germain-Laval.

### Héraldique
| Blason de Saint-Germain-Laval | Blason  | De sinople au chevron d'or chargé d'une merlette du champ. |
| Blason de Saint-Germain-Laval | Détails | Site armorialdefrance (d'Hozier).                          |